# 掃部角麻呂
掃部 角麻呂（かにもり の つぬまろ）は、飛鳥時代の武人。姓は連。冠位は大山上。

## 出自
「掃守連氏」は宮殿の清掃・舗設を職掌とした「掃守部」を率いた伴造氏族で、『新撰姓氏録』「左京神別」には「振魂命四世孫、天忍人命之後也」とあり、高安郡掃守郷（現在の大阪府八尾市南高安町一帯）を根拠地としていたと推定される。『古語拾遺』によると、神武天皇の父である彦瀲命（ひこなぎさ の みこと）の誕生時に掃守連の祖先である天忍人命が海岸で菷で蟹を掃いて舗設のことをつかさどり、それが職になったという話が記されている。また『新撰姓氏録』「和泉国神別」の掃守首の項目には、雄略天皇の時に掃除を職としていたため、「掃守連」の氏姓を賜ったともある。

## 経歴
大化5年（649年）孝徳天皇の命で小花下・三輪色夫らと共に新羅に遣わされた（この時の冠位は大山上）。同年、新羅王は王族の沙涿部沙飡・金多遂を派遣して人質とした。
一族は、天武天皇13年12月（684年）に八色の姓で、宿禰姓を賜姓されている。

## 関連事項
- 新羅使
- 遣新羅使
- 掃守小麻呂